# Баден (маркграфство)

Маркграфство Баден в 1400 г. (жёлтым цветом)

Маркграфство Баден — историческая территория в составе Священной Римской империи, существовавшая с примерно 1112 года и до своего разделения в 1535 году на маркграфства Баден-Дурлах и Баден-Баден, с воссоединением которых в 1771 году единое маркграфство Баден просуществовало вплоть до 1803 года, войдя в состав новообразованного курфюршества Баден, и в 1806 году став частью Великого герцогства Баден Германской империи.

## История
Основателем баденского маркграфства и баденской династии считается Герман I (ок. 1040 — 1074), старший сын Бертольда I (ок. 1000 — 1078), заложившего все предпосылки для возвышения рода Церингенов. Сын Германа I Герман II (ок. 1170 — 1130), граф в Брайсгау, именовавший себя первоначально маркграфом Лимбургским (Markgraf von Limburg) — по названию возведённого им замка на горе над современным городом Вайльхайм-ан-дер-Текк в Швабии, с 1112 года стал использовать новый титул маркграфа Баденского (Markgraf von Baden). Унаследовавший маркграфский титул от своего отца, маркграфа Веронского, Герман II смог получить земли в районе современного города Баден-Баден и начал возведение будущей маркграфской резиденции, замка Хоэнбаден.
В результате брачного союза Германа V с дочерью пфальцграфа Генриха V Ирменгард Рейнской (Irmengard bei Rhein; ок. 1200 — 1260), в 1219 году к изначальным владениям Бадена на среднем Неккаре с городами Бакнанг и Безигхайм и к приобретённым территориям на Верхнем Верхнем Рейне добавился Пфорцхайм, остававшийся баденским вплоть до 1918 года.
В XII и XIII столетиях баденские правители последовательно поддерживали политику Штауфенов, и тем самым смогли расширить своё влияние на пространстве между Бакнангом и Штутгартом (тогда принадлежавшем Бадену), в районе будущего Карлсруэ, в северном Шварцвальде и, прежде всего, в Брайсгау. Огромной важности было приобретение в 1442 году части владений Лар и Мальберг, что позволило соединить южные владения Бадена в Брайсгау с северными с центром в (Баден-)Бадене.

## Разделы маркграфства
После смерти Германа IV в 1190 году маркграфство Баден было по наследству разделено между его сыновьями Германом V, унаследовавшим большую часть баденских владений и отцовский титул маркграфа веронского, и Генрихом I, для которого было выделено новое маркграфство с центром в Хахберге под Эммендингеном.
В 1306 году Баден-Хахберг также был разделён между сыновьями Генриха II Генрихом III и Рудольфом, что привело к созданию нового маркграфства с центром в Заузенбурге и позднее, с присоединением владения Рёттельн — в Рёттельне.
С пресечением этих побочных линий, Баден-Хахберг и Хахберг-Заузенберг вошли в состав маркграфства Баден в 1415 и 1503 годах соответственно.
Вопрос наследования снова разделил Баден в 1535 году: на маркграфства Баден-Дурлах (с Хахберг-Заузенбергом) и Баден-Баден.
Из последнего в 1556 году было выделено самостоятельное маркграфство Баден-Родемахерн с центром в Родемахерне, завоёванное в 1639 году Францией.
В 1771 году, после пресечения католической баден-баденской линии, все её владения и права унаследовал баден-дурлахский маркграф Карл Фридрих, правивший к тому времени из основанного в 1715 году города Карлсруэ, и при котором объединённые баденские земли вновь стали называться маркграфством Баден.
В ходе Французских революционных войн и последовавшей медиатизации духовных княжеств, Баден смог значительно увеличить свои территории, и в 1803 году не без помощи Наполеона был преобразован в курфюршество, в 1806 году затем реорганизованное в Великое герцогство Баден.

## Список маркграфов Бадена
(В скобках указаны даты правления)
- Герман I, основатель династии
- Герман II (1112—1130), первым назвал себя маркграфом Бадена
- Герман III (1130—1160)
- Герман IV (1160—1190)
- Герман V (1190—1243)
- Герман VI (1243—1250)
- Фридрих I (1250—1268)
- Рудольф I (1243—1288), благодаря своим многочисленным территориальным приобретениям часто считается отцом-основателем Бадена как влиятельного государства
- Герман VII (1288—1291), сын Рудольфа I
- Рудольф II (1288—1295), второй сын Рудольфа I и старший брат Рудольфа III
- Хессо (1288—1297)
- Рудольф III (1288—1332), младший сын Рудольфа I и брат Германа VII и Рудольфа II
- Фридрих II (1291—1333), сын Германа VII
- Рудольф IV (1291—1348), сын Германа VII
- Герман VIII (1291—1300)
- Рудольф Хессо (1297—1335)
- Герман IX (1333—1353), сын Фридриха II
- Фридрих III (1348—1353), сын Рудольфа IV, брат Рудольфа V
- Рудольф V (1348—1361)
- Рудольф VI (1353—1372), сын Фридриха III. В его правление баденские маркграфы были признаны имперскими князьями
- Рудольф VII (1372—1391), сын Рудольфа VI и брат Бернхарда I
- Бернхард I (1372—1431), сын Рудольфа VI и брат Рудольфа VII. В 1415 году выкупил маркграфство Баден-Хахберг у Отто II
- Якоб I (1431—1453), старший сын Бернхарда I
- Георг (1453—1454), четвёртый сын Якоба I, уступил трон своему старшему брату Карлу I, чтобы стать епископом Меца
- Бернхард II (1453—1458), уступил права правления своему брату Карлу I; в католической Церкви почитается как блаженный
- Карл I (1453—1475), старший сын Якоба I. Участник Баденско-пфальцской войны 1461—1462 годов за епископство Майнц
- Кристоф I (1475—1515), сын Карла I. В 1503 году унаследовал маркграфство Хахберг-Заузенберг. Строитель Нового замка в Бадене.
- Карл Фридрих (1771—1803), маркграф Баден-Дурлахский, унаследовавший Баден-Баден и воссоздавший маркграфство Баден; курфюрст Бадена (1803—1806), великий герцог Бадена с 1806 года.